# AGDP
L'Administration Générale de la Documentation Patrimoniale (abréviée AGDP) est un département du Service public fédéral Finances de Belgique..

## Historique
À la suite de la restructuration du Ministère belge des Finances, dans le cadre du plan CoperFin (Extension du Plan Copernic spécifique aux Finances), le cadastre (MEOW), l'Enregistrement et Domaines et la Conservation des hypothèques ont été regroupés au sein de l'Administration Générale de la Documentation Patrimoniale, faisant partie du nouveau Service Public Fédéral Finances.
En 2002, l'AGDP a été distinguée de la Borne de cristal par le Comité de liaison des géomètres européens pour avoir mis sur pied la convention avec le cadastre en collaboration avec les associations professionnelles de Géomètres-Experts.